# Эндофенотип
В медицине, Эндофенотип — промежуточная особенность, лежащая на полпути между генетическими предпосылками сложного заболевания и собственно комплексом симптомов. Концепция эндофенотипа была создана с целью разделения сложных расстройств, прежде всего психических, на более простые, стабильные и точно измеряемые промежуточные проявления, имеющие доказанную генетическую связь с заболеванием.
Словосочетания «биологический маркер», «субклиническая черта», «маркер предрасположенности» и «когнитивный маркер» по смыслу близки к понятию «эндофенотип», но не делают упора на четко прослеживаемую генетическую зависимость.

## Определение
Для точного определения понятия «эндофенотип» Gottesman et al. используют пять пунктов. Первые четыре пункта были предложены группой ученых в 1986 г. для точной идентификации маркеров в психиатрической генетике. Пятый пункт предложен другой группой в целях выделения эндофенотипов заболеваний, для которых свойственен сложный характер наследования.
1. Эндофенотип ассоциирован с заболеванием в популяции;
2. Эндофенотип наследуется;
3. Эндофенотип изначально независим от состояния, то есть отмечается независимо от того, находится ли человек в активной фазе заболевания;
4. Внутри семей отмечается косегрегация эндофенотипа и заболевания;
5. Эндофенотип, отмеченный у больного члена семьи, обнаруживается у здоровых членов чаще, чем в общей популяции.

## История
Некоторые психические расстройства возникают вследствие сложного сочетания генетических вариаций, часть которых может возникать впервые у конкретного больного и быть уникальной. При этом также высока роль факторов внешней среды. Еще в начале XX века зародилась теория о взаимодействии генов со средой в патогенезе различных заболеваний. В 1965 году Дуглас Фальконер предложил многофакторную модель развития диабета и других сложных «не-менделевских» заболеваний. Согласно этой модели, болезнь развивается, когда вклад генетических и внешних факторов превышает некий порог.
В 1967 году идея Фальконера легла в основу полигенной теории шизофрении. Примерно в то же время стало очевидно, что классификация психических заболеваний на основании синдромальных описаний явно не способствует раскрытию их генетических корней. В начале 1970-х годов Гёттесман и Шилдс использовали термин «эндофенотипы» для обозначения «внутренних фенотипов», которые можно наблюдать под микроскопом либо обнаружить с помощью методов биохимии. Термин был позаимствован из статьи Джона и Льюиса, в которой авторы пытались с помощью нового понятия объяснить концепции эволюции и энтомологии. Джон и Льюис писали, что географическое распределение кузнечиков является функцией от некоего признака, незаметного в «экзофенотипе» насекомых — этот признак был «эндофенотипом, не наружным и бросающимся в глаза, а внутренним, микроскопическим».

## Шизофрения и биполярное расстройство
Шизофрения, по мнению многих исследователей, представляет собой сложный комплекс различных расстройств, и это может затруднять поиск генетических факторов. Наиболее яркие психотические симптомы могут быть вызваны многими другими причинами и часто провоцируются внешними факторами. Некоторые из предложенных эндофенотипических проявлений шизофрении встречается также и при биполярном расстройстве, что может говорить об общем континууме, объединяющем эти синдромы.
В качестве возможных эндофенотипов шизофрении предложены:
- Снижение рабочей памяти.
- Нарушение преимпульсного ингибирования (PPI), способности организма снижать реакцию испуга на резкое сенсорное воздействие, если оно предварено упреждающим сигналом; Нарушение PPI типично не только для шизофрении.
- Увеличение боковых желудочков мозга у некоторых больных.[11]
- Нарушенная способность к плавному слежению глазами за движущимися предметами (англ. smooth pursuit eye movement dysfunction, SPEM dysfunction).[12]

Ведутся исследования конкретных генов, которые могут оказаться связанными с эндофенотипными проявлениями шизофрении:
- RELN, кодирующий белок рилин, концентрация которого снижена в посмертных образцах мозга больных. Одно исследование говорит об ассоциации вариантов RELN со сниженными показателями вербальной и визуальной рабочей памяти в нуклеарных семьях пациентов.[13] В небольшом исследовании отмечена ассоциация полиморфизма RELN с еще одним предположительным эндофенотипом — увеличением боковых желудочков мозга.[14]

- FABP7, кодирующий белок, связывающий жирные кислоты в мозге. Связь пока не доказана, однако есть косвенные данные: один SNP гена ассоциирован с шизофренией, а у мышей этот ген ассоциирован с показателями преимпульсного ингибирования.[15]

- NRG3: в ходе одного исследования показана возможная связь одного SNP с проявлениями бреда при шизофрении.[16][17]

- NRG1: в одном исследовании отмечается связь двух SNP с нарушенными характеристиками плавного слежения у здоровых военнослужащих.[18]

Сочетание теста на удержание внимания (Continuous Performance Task) с анализом микродвижений глаз и математический анализ полученных данных позволяет, по утверждению Lenzenweger et al., выделить «шизотипическую» группу среди здоровых людей и помочь в поиске генов, обуславливающих дефициты в этих двух возможных эндофенотипных показателях.
Несколько более частое содержание антител к тиреопероксидазе у пациентов с биполярными расстройствами и их дискордантных по болезни близнецов (27 % против 17 % у здоровых людей) наводит некоторых исследователей на предположение о том, что аутоиммунный тиреоидит может быть одним из эндофенотипов, связанных с предрасположенностью к этому психическому расстройству.

### Проблемы
При поиске эндофенотипов особую сложность представляют внешние факторы, в особенности действие медикаментов. Так, показано, что нейролептики уменьшают объём и вес мозга у макак, значительно снижая число астроцитов и олигодендроцитов. Подобное действие может быть источником ложных находок ввиду того, что многие исследования проводятся посмертно на образцах мозга пациентов, длительно получавших медикаменты. В 1960-е годы внимание исследователей привлек феномен «розового пятна» при хроматографическом анализе мочи больных шизофренией, предположительно связанный с наличием диметоксифенилэтиламина, но в итоге оказалось, что и метаболиты нейролептика хлорпромазина, и даже чая, могут давать схожий эффект.:189

## Другие состояния
При исследованиях людей, совершающих попытки самоубийства, также используется концепция эндофенотипа. Предложенное эндофенотипное проявление — импульсивно-агрессивное поведение (IAB), измеряемое по опроснику оценки враждебности Бёсса-Дёрки (англ. Buss-Durkee Hostility Inventory). Ген, который может быть связан с этим показателем — 5-HT1B, кодирующий один из рецепторов серотонина, уже известный своей возможной ролью в агрессивных проявлениях.
Предпринимаются попытки связать вариации генов, ассоциированных с риском алкоголизма, с изменениями метаболитов мозга, обнаруживаемыми в исследованиях с использованием магниторезонансной спектроскопии, и таким образом обнаружить эндофенотипы этого расстройства.